# إدوينا سبايسر
إدوينا سبايسر (بالإنجليزية: Edwina Spicer)‏ (مواليد 1948)، صحفية ومُخرجة أفلام وثائقية زيمبابوية.

## مسيرتها
وُلدت إدوينا سبايسر سنة 1948 في بلفاست في أيرلندا الشمالية. استفادت سبايسر من نمو شركات الإنتاج المستقلة في زيمبابوي بين عامي 1980 و1995. تلقت أفلامها الوثائقية تمويلًا من مانحين دوليين وأيضا من الهيئة الكاثوليكية للعدالة والسلام في زيمبابوي.
كان فيلم سبايسر الوثائقي لسنة 1987، والذي حمل عنوان «بيلو: الخروج عن الصمت» (بالإنجليزية: Bilo - Breaking the Silence)‏، أول فيلم روائي قصير يُصور في زيمبابوي. في سنة 1988، وعلى الرغم من الدعم المالي الذي تلقته، منع معارضون سياسيون في زيمبابوي سبايسر من إكمال إنتاج فيلم وثائقي لها عن الإيدز، كان مُقررا أن يحمل عُنوان «الإيدز - المرض القاتل» (بالإنجليزية: Aids – The Killer Disease)‏.
في يناير 2002، قُيد ابن إدوينا، والذي كان ناشطا في حزب الحركة من أجل التغيير الديمقراطي [الإنجليزية]، قُيد إلى شجرة وتعرض للضرب، واعتُقل بعدها بتُهمة الاختطاف. في الشهر الذي تلا ذلك، فتشت الشرطة منزل سبايسر، واعتقلت زوجها واحتجزته. احتجزت الشرطة إدوينا أيضا بعد أن صورت زعيم الحركة مورغان تسفانغاراي في هراري.

## أفلامها
- بيلو: الخروج عن الصمت، 1987
- لا داعي للوم، 1993
- مكان للجميع، 1993
- الحفاظ على صوت حي: 15 عامًا من الديمقراطية في زيمبابوي، 1995
- الرقص خارج اللحن: تاريخ وسائل الإعلام في زيمبابوي، 1999
- لن يحدث نفس الشيء مرة أخرى: نمو زيمبابوي نحو الديمقراطية 1980-2000، 2000.

## روابط خارجية
- إدوينا سبايسر على موقع IMDb (الإنجليزية)